# 林心茹
林心茹（1995年2月17日—）台灣前女子籃球員。高中就讀於臺北市立第一女子高級中學，三年級時隨校隊競逐高中籃球聯賽（HBL），在101學年度高中籃球聯賽八強賽因三分球六投五中而獲得玉女射手的稱號，最終該季獲得季軍。大學就讀於國立臺灣科技大學，一年級便獲得大專籃球聯賽（UBA）新人后的榮譽，在校期間依序為校隊取得UBA第六名、第八名、第五名及第九名。大學畢業後，從運動選手身分轉換跑道，任職於一般公司。

## 生平
林心茹小學時原先因興趣開始打籃球，因緣際會入選了校隊。升上懷生國中後，展開了正規籃球訓練，也在三年級時隨隊贏得國中籃球聯賽。
林心茹即將升上高中之際，因考慮兼顧課業，所以考取了既是升學名校也數次於高中籃球聯賽（HBL）奪得前段名次的臺北市立第一女子高級中學。林心茹進入北一女後，在一年級下學期練球時導致半月板破及韌帶撕裂，錯過了亞洲U18青年女子籃球錦標賽及翌年北一女贏得高中聯賽冠軍的經歷，一直到三年級她才首次登上101學年度高中籃球聯賽的舞台。林芯茹在該學年度八強賽對陣滬江高中時，與滬江主力黃湘茹互爭高下，終場北一女以67比55勝出，黃湘茹得到29分，而林心茹則獲得北一女隊中最多的27分，還包括三分球6投5中，一改八強賽前的24投中1的命中率，賽後她也獲得了玉女射手的稱號，與黃湘茹的對壘也被媒體稱為「雙茹對決」，這學年林心茹最後隨隊獲得季軍
高中畢業後，林心茹就讀國立臺灣科技大學，一年級便代表校隊競逐大專籃球聯賽（UBA），也獲得該年新人后的榮譽。她在四年大學生涯分別助台科大獲得UBA第六名、第八名、第五名及第九名。大學畢業後，林心茹從運動選手身分轉換跑道，任職於一般公司。